# مجلس مدينة نيويورك
مجلس مدينة نيويورك (بالإنجليزية: New York City Council)‏ هو الهيئة التشريعية في نيويورك، ويتكون من 51 مقعداً، يقع المقر الرئيسي له في New York City Hall ‏.